# Narcisse Mouelle Kombi
 (juillet 2014).
Si vous disposez d'ouvrages ou d'articles de référence ou si vous connaissez des sites web de qualité traitant du thème abordé ici, merci de compléter l'article en donnant les références utiles à sa vérifiabilité et en les liant à la section « Notes et références ».
Pour les articles homonymes, voir Kombi et Mouelle (homonymie).
Narcisse Mouelle Kombi , né le 6 mai 1962 à Douala, est un universitaire et écrivain camerounais. Agrégé de droit public et de science politique, professeur à l’université de Yaoundé II, il a été de 2011 à 2015 conseiller spécial du président de la république du Cameroun, et nommé ministre des Arts et de la Culture du Cameroun le 2 octobre 2015  dans le gouvernement de Philémon Yang.
Maintenu au même poste, lors du remaniement du 02 mars 2018, il a été promu le 4 janvier 2019,au poste de ministre des Sports et de l'Éducation physique  dans le gouvernement Joseph Dion Ngute. Il est par ailleurs, chef traditionnel du village Bona’Anja Siga Bonjo, dans le canton Wouri-Bwélé, arrondissement de Yabassi.

## Biographie
Narcisse Mouelle Kombi appartient à la principauté de la chefferie de Bona’Anja dans le canton Wouri-Bwélé, arrondissement de Yabassi, département du Nkam. Il est l’aîné d’une fratrie d’une quinzaine d’enfants. Son père Mouelle Kombi Guillaume, enseignant formé à l’École normale des instituteurs ENI de Nkongsamba, directeur d’écoles publiques et chef traditionnel du village Bona’Anja Siga-Bonjo durant 36 ans, est décédé le 06 avril 2020. Sa mère, Marthe Charlotte Malongo Djengue, du lignage Bonanjombe-Dénè-Wouri-Bossoua, assistante sociale de profession, est décédée en 1998. Son grand-père paternel Walther Heinrich Kombi (1900-1984), négociant, fait partie des premières générations des Camerounais germanophones.
Ainé d’une fratrie d’une quinzaine d’enfants, Narcisse Mouelle Kombi a fait ses études primaires et secondaires à Nkongsamba, Mbanga et Douala, au gré des affectations de ses parents. C’est au lycée polyvalent de Bonabéri à Douala qu’il obtient un baccalauréat C (mathématiques et physiques) en 1982. Inscrit la même année à la Faculté de droit et de sciences économiques de l’université de Yaoundé, il y obtient une licence (1985) puis une maîtrise en droit public (1986).

## Études
Il poursuit ensuite ses études en France, notamment à l’université de Strasbourg III où il obtient un diplôme d’études approfondies (DEA) en droit international et un certificat de terminologie juridique anglaise en 1988 ; à l’université Paris II où il décroche un diplôme supérieur de science politique (1989) et à l’université Paris V où il soutient en 1992 une thèse de doctorat en droit sous la direction du professeur Edmond Jouve, avec la mention très honorable. En 1998, la même université lui décerne l’habilitation à diriger des recherches (HDR) en sciences juridiques. Il prépare l’agrégation à l’Institut pour le développement de l’enseignement supérieur francophone (IDESUF) de Bordeaux IV et est reçu en 2001, major au concours d’agrégation de droit public et science politique du Conseil africain et malgache pour l'enseignement supérieur (CAMES). Il a été auditeur à l’Institut des hautes études de défense nationale de Paris en 2007.

## Carrière
Ayant servi comme juriste surnuméraire à la division des affaires juridiques de l’UNESCO à Paris et comme moniteur de droit public à l’Académie de Versailles (1991-1992), il commence en mai 1993 une carrière d’enseignant à la Faculté des sciences juridiques et politiques de l’université de Yaoundé II où il sera tour à tour assistant, chargé de cours, maître de conférences puis professeur titulaire. Il enseigne parallèlement à l’Institut des relations internationales du Cameroun (IRIC) et au Centre supérieur interarmées de défense, École de guerre de Yaoundé. Il est depuis 2003, professeur invité de droit international à l’université Jean-Moulin-Lyon-III. Il dirige à partir de 2005 le département de droit public international et communautaire de l’université de Yaoundé II.

## Responsabilités administratives et politiques
Narcisse Mouelle Kombi a assumé ou assume diverses responsabilités dans l’administration universitaire et diverses fonctions dans son pays.
Chargé d’études au secrétariat général de la présidence de le République (1995-2003), doyen de la faculté des sciences juridiques et politiques de l’université de Douala (2003-2005), directeur de l’Institut des relations internationales du Cameroun (2005-2012), membre et président de la sous-commission des droits civils et politiques de la Commission nationale des droits de l’homme et des libertés (depuis 2006).
Il est depuis 2012, vice-président de l’Association africaine de droit international et est membre de la délégation camerounaise à la commission-mixte des Nations unies Cameroun/Nigeria et de la Commission de suivi de l’accord de Greentree concernant la mise en œuvre de l’arrêt de la Cour internationale de justice au sujet de l’affaire du différend frontalier entre le Cameroun et le Nigeria.
Il est conseiller spécial à la présidence de la République de 2011 à 2015.
Il est nommé dans le gouvernement de Philémon Yang ministre des Arts et de la Culture le 2 octobre 2015.
Il est nommé dans le gouvernement Joseph Dion Ngute le 4 janvier 2019 au poste de ministre des sports et de l'éducation physique. À la suite du décret présidentiel n°2019/295 du 04 juin 2019, il est promu président du Comité d’organisation de la Coupe d’Afrique des nations CAN Cameroun 2021 et du Championnat d’Afrique des Nations CHAN Cameroun 2020, reportés respectivement en 2021 et 2022, pour cause de pandémie de COVID-19.
Narcisse Mouelle Kombi est membre suppléant du comité central du RDPC, le parti de Paul Biya (depuis le congrès de Yaoundé de 2011). Il a accompli différentes missions politiques sous la bannière de ce parti depuis 1997 au niveau de l’arrondissement de Yabassi, du département du Nkam ou de la région du Littoral et à l’échelon national, en tant que vice-président de la sous-commission de communication instituée à l’occasion de diverses manifestations ou échéances électorales. Il est entre autres, l’initiateur et le porte-parole de l'Appel de l’Intelligentsia camerounaise en faveur de la candidature du président Paul Biya à l’élection présidentielle de 2004.
Au niveau local, en tant que « L’Aîné des garçons issus de l’Aîné des ventres » il a été désigné depuis le 24 avril 2020, chef traditionnel de la localité de Bona’Anja Siga Bonjo, en remplacement de son père Mouelle Kombi Guillaume, décédé quelques jours plus tôt.
Sa présence au sein du gouvernement est constamment remise en question par des scandales financiers et de management. Son passage au ministère des arts et de la culture a laissé un sentiment mitigé, de nombreux artistes l'accusant de malversations financières. Il en est de même au ministère des Sports où il est impliqué dans un gros scandale de détournement des fonds publics destinés à la construction des stades de la Coupe d'Afrique des Nations de football au Cameroun.

## Affaire Minsep - Fecafoot
Le 28 mai 2024, se produit une altercation au siège de la Fecafoot entre Samuel Eto'o et Cyrille Tollo, conseiller technique au ministère des Sports. Ce dernier, porteur d'instructions de son ministre de tutelle, sur la validité de l'unique staff des lions nommé par l'administration camerounaise, est expulsé du siège de la fédération.
Après altercation, le comité exécutif de la Fecafoot nomme un staff par intérim en vue des échéances sportives des lions indomptables de début juin 2024. Martin Ntoungou Mpile est le sélectionneur désigné par la Fécafoot. Le 29 mai 2024, le lendemain, le ministre Narcisse Mouelle Kombi affecte le préparateur physique du staff nommé la veille, Narcisse Tinkeu Nguimgou, en service à l'INJS, à Moloundou, au sud est du Cameroun. David Pagou, l'adjoint à Martin Ntoungou Mpile dans le staff nommé par la Fecafoot est lui aussi affecté au sud est du Cameroun; à Salapoumbé.

## Publications
Il est l’auteur d’une trentaine de publications scientifiques dont quatre ouvrages :
- Les impératifs du droit international, Yaoundé, CRA, 1996 ;
- La politique étrangère du Cameroun, Paris, L’Harmattan, 1996  (ISBN 978-2738437013) ;
- La guerre préventive et le droit international, Paris, Dianoïa, 2006  (ISBN 978-2913126329) ;
- La démocratie dans la réalité camerounaise, Paris, Dianoïa, 2013.  (ISBN 978-2913126930)

Dans le domaine littéraire, il est l’auteur de :
- Traduit de l'évènementiel, poèmes, Douala, Editions AfricAvenir, 1986 ;
- Une Aube si tragique, poèmes, Douala, Editions AfricAvenir, 1986 ;
- L’imparfait de l’exil, Yaoundé, Editions Clé, 2010 ;
- L’Etrange Détresse, Douala Editions AfricAvenir, 2016[11]
- Carrefour  des Mendiants, Recueil de nouvelles, Douala, Editions AfricAvenir, 2016 [12]

Journaliste indépendant dans les années 1980-1990, il a publié des dizaines d’articles dans des magazines panafricains comme Bingo ou Amina du groupe de presse dirigé à Paris par Michel de Breteuil.

## Distinctions et autres activités
- Commandeur de l’ordre de la Valeur du Cameroun[13] ;
- Officier de l’ordre de la Valeur du Cameroun ;
- Grand officier de l’ordre du Mérite de la République italienne.
- Chevalier de l'ordre de la Valeur du Cameroun
- Grand prix international de poésie du Cercle international de la pensée et des arts français (CIPAF), 1980 ;
- Premier prix littéraire de poésie de l’Association nationale des poètes et écrivains camerounais (APEC), 1986 ;
- Fondateur du Musée de l’EAU (Environnement, Arts et Univers social chez les SAWA du Littoral camerounais) [14];
- Fondateur du festival culturel MADIBA [15] ;
- Délégué du GIC Idéal, Groupe d'initiative commune œuvrant pour le développement de l’écotourisme et de l’agriculture durable dans la vallée du Wouri ;
- Membre de plusieurs sociétés savantes.